# Bulgarisch-rumänische Beziehungen
Die Bulgarisch-rumänischen Beziehungen sind das zwischenstaatliche Verhältnis zwischen Bulgarien und Rumänien. Beide Länder unterhalten enge bilaterale Beziehungen, die auf einer langen, teils konfliktreichen Geschichte beruhen. Nach Phasen der Rivalität im 20. Jahrhundert sind beide Länder heute Partner in Europäischer Union (EU) und NATO und arbeiten in Bereichen wie Wirtschaft, Infrastruktur, Kultur und Sicherheit sehr eng zusammen. Im März 2023 wurde durch eine gemeinsame Strategische Partnerschaft der politische Wille bekräftigt, die Zusammenarbeit weiter zu vertiefen.

## Geschichte

### Mittelalter und osmanische Zeit
Im Mittelalter bestanden zwar Kontakte zwischen dem bulgarischen Reich und den Fürstentümern der Walachei und Moldau, doch entwickelten sich beide Regionen in unterschiedlichen kulturellen Sphären. Bulgarien war Teil der slawisch-byzantinischen Welt, während sich im Gebiet des heutigen Rumänien eine romanischsprachige Kultur herausbildete. Beide Völker verbindet jedoch seit dem 9.–10. Jahrhundert das orthodoxe Christentum byzantinischer Prägung. Ab dem späten 14. Jahrhundert gerieten beide Regionen unter die Oberherrschaft des Osmanischen Reiches. Dabei wurde Bulgarien direkt ins osmanische Verwaltungssystem eingegliedert, wohingegen die Donaufürstentümer (Walachei und Moldau) als tributpflichtige, autonom verwaltete Vasallen bestehen blieben. Im 19. Jahrhundert erstarkten in beiden Nationen Unabhängigkeitsbestrebungen; viele bulgarische Revolutionäre nutzten das benachbarte Rumänien als Exilbasis. Der Russisch-Osmanische Krieg 1877/78, an dem auch rumänische Truppen beteiligt waren, führte schließlich zur Befreiung Bulgariens von der osmanischen Herrschaft und zur vollen staatlichen Unabhängigkeit Rumäniens.

### 19. und 20. Jahrhundert

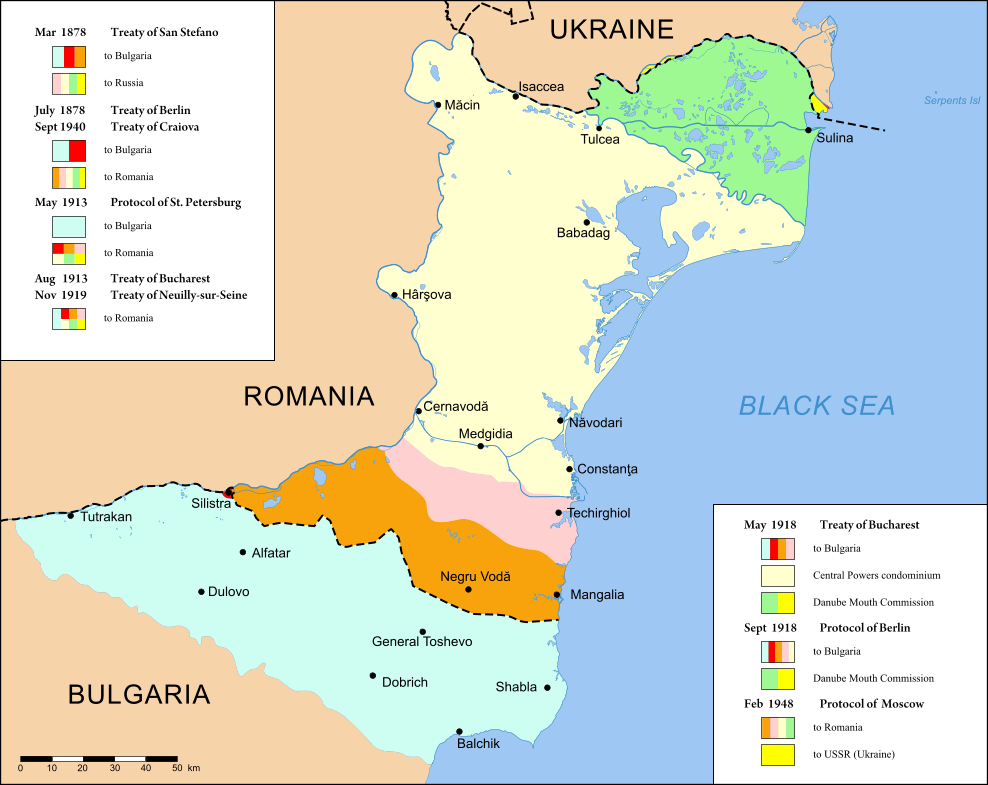
Historische Grenzverläufe in der Dobrudscha

Die diplomatischen Beziehungen zwischen dem neu entstandenen Fürstentum Bulgarien und dem Königreich Rumänien wurden 1879 offiziell aufgenommen. Anfangs blieben die Kontakte freundschaftlich; so hatte Rumänien im Krieg von 1877/78 die bulgarische Sache unterstützt. Die Idee einer Staatenunion oder Föderation beider Länder zu schaffen wurde diskutiert, aber nie verwirklicht. Bald führten territoriale Rivalitäten in der Region zu Konflikten: Im Zweiten Balkankrieg 1913 standen sich beide Länder kurzfristig feindlich gegenüber, was in der Abtretung der Süddobrudscha an Rumänien resultierte. Diese Grenzverschiebung wurde nach dem Ersten Weltkrieg bestätigt und in der Zwischenkriegszeit schloss sich Rumänien gegen revisionistische Bestrebungen der Balkanentente an, welche Bulgarien umzingelte, doch musste Rumänien das dünn besiedelte Gebiet mit bulgarischer Mehrheitsbevölkerung im Vertrag von Craiova 1940 wieder an Bulgarien zurückgeben, wobei es zu einem  „Bevölkerungsaustausch“ kam. Während des Zweiten Weltkriegs vermieden beide Staaten direkte Kampfhandlungen gegeneinander; die Territorialfrage der Zwischenkriegszeit über die Dobrudscha (die heute zwischen beiden Staaten geteilt ist) blieb damit dauerhaft gelöst. In der Nachkriegszeit gehörten Bulgarien und Rumänien zum Ostblock und unterhielten offiziell enge Beziehungen als „Bruderländer“. In der Praxis blieben Austausch und wirtschaftliche Verflechtung jedoch begrenzt und man lebte weitgehend aneinander vorbei – sichtbar etwa daran, dass es bis in die 2000er-Jahre lediglich eine Donaubrücke zwischen beiden Ländern gab.

### Beziehungen nach 1989

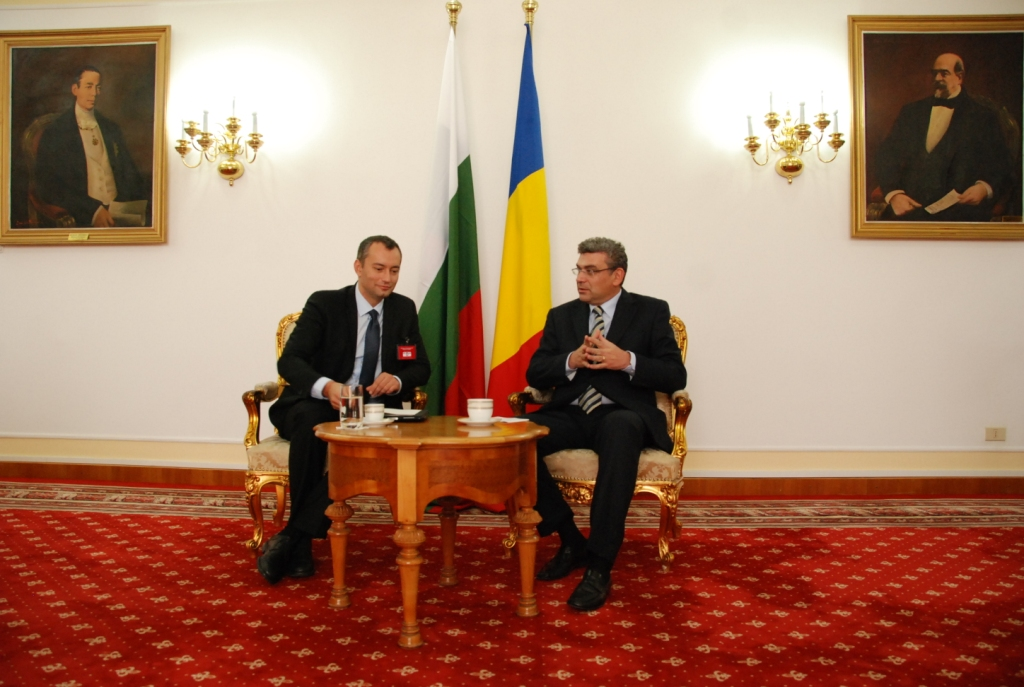
Bulgarisch-rumänisches Außenministertreffen (2011)

Der Umbruch von 1989 markierte den Beginn einer neuen Phase der bulgarisch-rumänischen Beziehungen. Beide Länder wandten sich der europäischen Integration zu und schlossen am 27. Januar 1992 einen Vertrag über Freundschaft, Zusammenarbeit und gute Nachbarschaft, der für die nächsten Jahrzehnte den rechtlichen Rahmen der Beziehungen bildete.  Im Jahr 2004 traten Bulgarien und Rumänien der NATO bei und am 1. Januar 2007 gemeinsam der EU, was ihre politische und wirtschaftliche Annäherung erheblich förderte. Seit dem EU-Beitritt wuchs die grenzüberschreitende Zusammenarbeit in zahlreichen Bereichen: So wurde 2013 die zweite Donaubrücke (Widin–Calafat) eröffnet, und EU-Programme unterstützten gemeinsame Infrastruktur- und Regionalentwicklungsprojekte. Beide Staaten koordinieren seither oft ihre Positionen innerhalb der EU und setzen sich gemeinsam für den Beitritt zum Schengen-Raum ein – ein Ziel, das von beiden Regierungen als prioritär betrachtet wird.
Im März 2023 hoben die Präsidenten beider Länder die Beziehungen mit der Unterzeichnung einer Gemeinsamen Politischen Erklärung zur Strategischen Partnerschaft auf eine neue Stufe. Diese Partnerschaft zielt unter anderem auf intensivere politische Konsultationen, verstärkte Sicherheits- und Verteidigungskooperation, den Ausbau der Verkehrsverbindungen (inklusive geplanter weiterer Donaubrücken) sowie eine abgestimmte Vertretung gemeinsamer Interessen in der EU und internationalen Organisationen. Beobachter würdigen diese Initiative als Überwindung früherer Trägheit und als Bekenntnis beider Seiten zu einer engeren Zusammenarbeit in Europa.

## Wirtschaftsbeziehungen

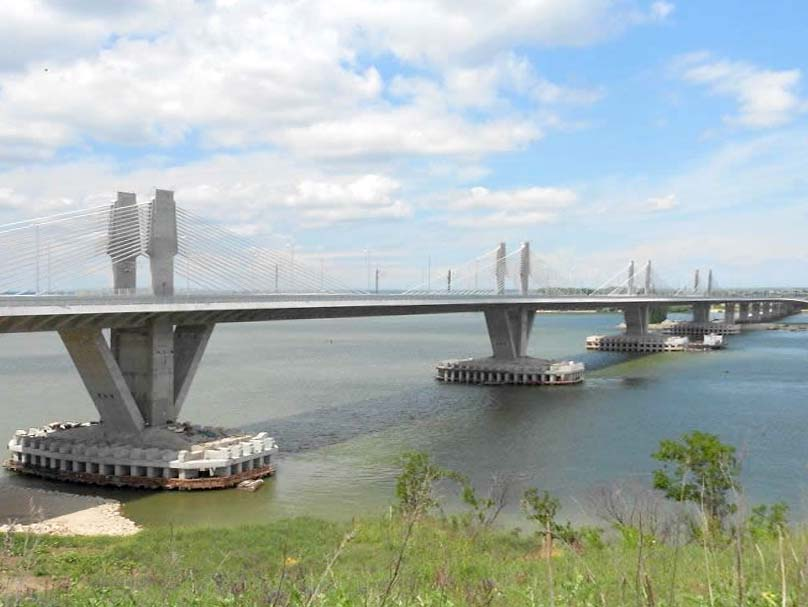
Donaubrücke 2 zwischen Widin und Calafat

Die Wirtschaftsbeziehungen zwischen Bulgarien und Rumänien haben sich seit den 1990er Jahren und besonders nach 2007 dynamisch entwickelt. Der bilaterale Handelsaustausch stieg sprunghaft an und erreichte 2022 ein Volumen von über 8 Milliarden Euro. Damit ist Rumänien mittlerweile Bulgariens zweitgrößter Handelspartner, während Bulgarien in der Liste von Rumäniens Exportmärkten einen Platz unter den Top 5 einnimmt. Hauptaustauschgüter sind unter anderem Energie (z. B. Stromexporte), Mineralölerzeugnisse, landwirtschaftliche Produkte (wie Getreide, Saatgut) und Industriewaren (Maschinen, Fahrzeuge). Beide Länder profitieren vom Wegfall der Zollschranken im EU-Binnenmarkt, und die zwei festen Donaubrücken sowie weitere Grenzübergänge erleichtern den Waren- und Personenverkehr deutlich. Auch im Investitionsbereich bestehen wechselseitige Engagements in verschiedenen Branchen. Darüber hinaus kooperieren Bulgarien und Rumänien im Energiebereich strategisch: So gibt es Bestrebungen, gemeinsame Infrastrukturprojekte wie Gaskoppelstellen oder Wasserkraftwerke an der Donau zu entwickeln, um die Energiesicherheit beider Länder zu erhöhen. Die Regierungen haben wiederholt ihr Interesse an einer Intensivierung der wirtschaftlichen Zusammenarbeit betont, etwa im Rahmen von gemischten Wirtschaftskommissionen und gemeinsamen Auftritten gegenüber ausländischen Investoren.

## Kulturbeziehungen
Die Kulturbeziehungen zwischen Bulgarien und Rumänien sind von sowohl gemeinsamen Elementen als auch Unterschieden geprägt. Historisch teilen beide Länder das Erbe der orthodoxen Kirche, was sich in ähnlichen religiösen Traditionen und Feiertagen ausdrückt. Gleichzeitig gehören die Sprachen unterschiedlichen Familien an (bulgarisch ist slawisch und verwendet das kyrillische Alphabet, rumänisch ist romanisch und wird seit dem 19. Jahrhundert lateinisch geschrieben), wodurch direkte sprachliche Verständigung weniger selbstverständlich ist. Dennoch existieren in beiden Staaten autochthone Minderheiten der jeweils anderen Volksgruppe – eine bulgarische Gemeinschaft in Rumänien (z. B. Banater Bulgaren) und eine rumänischsprachige (Walachische) in Bulgarien. Diese Minderheiten pflegen ihre Sprache und Kultur in Schulen, Kirchen und Vereinen und dienen als kulturelle Brücken zwischen den Nationen.
Nach Jahrzehnten relativer Distanz während der kommunistischen Ära haben die kulturellen Kontakte seit den 1990er Jahren wieder an Intensität gewonnen. Es bestehen bilaterale Kulturabkommen, und es finden regelmäßig Austauschveranstaltungen statt – etwa Kulturwochen, Kunstausstellungen, Filmfestivals, Konzerte und wissenschaftliche Konferenzen mit Bezug zum jeweiligen Nachbarland. Beide Hauptstädte veranstalten gegenseitige Tage der bulgarischen bzw. rumänischen Kultur, und es gab Überlegungen zur Errichtung von Kulturinstituten (etwa eines rumänischen Kulturzentrums in Sofia und eines bulgarischen in Bukarest). Auch auf zivilgesellschaftlicher Ebene wächst die Zusammenarbeit: Universitäten und Forschungseinrichtungen kooperieren in gemeinsamen Projekten, und zahlreiche Städtepartnerschaften fördern den direkten Bürgeraustausch. Nicht zuletzt hat der grenzüberschreitende Tourismus in beiden Richtungen zugenommen, begünstigt durch die EU-Freizügigkeit. Insgesamt wird die kulturelle Annäherung als wichtiger Faktor gesehen, um Vorurteile abzubauen und die strategische Partnerschaft auch auf gesellschaftlicher Ebene mit Leben zu füllen.

## Diplomatische Standorte
- Bulgarien hat eine Botschaft in Bukarest.
- Rumänien hat eine Botschaft in Sofia.

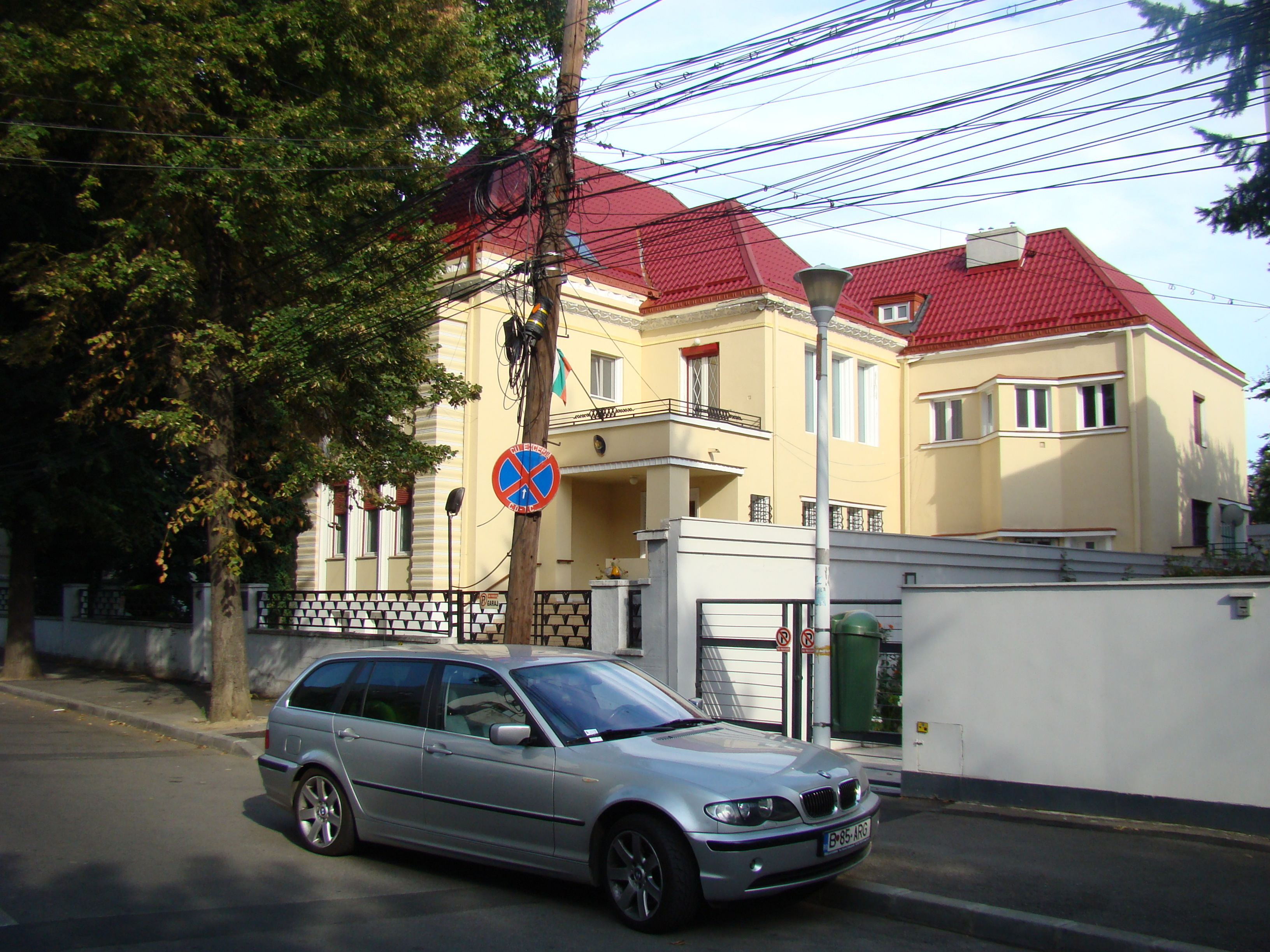
Botschaft von Bulgarien in Bukarest
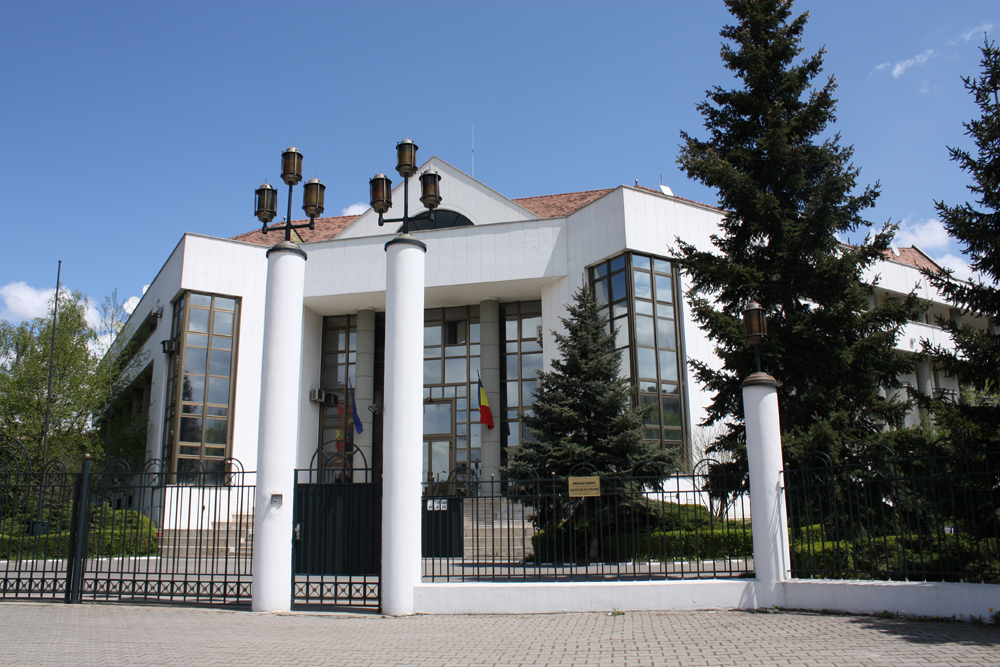
Botschaft von Rumänien in Sofia